# Test Durbina
Test Durbina (ang. Durbin test) – nieparametryczny test statystyczny służący do testowania hipotez dotyczących wyników pomiarów powtarzanych, będący uogólnieniem testu rang Friedmana na sytuacje, w których badacz nie dysponuje kompletnym zestawem danych. Pomiar zmiennej zależnej musi być dokonany co najmniej na skali porządkowej. Twórcą testu był brytyjski statystyk i ekonometryk James Durbin, który pomysł na nową procedurę statystyczną przedstawił w artykule z 1951 r. pt. Incomplete blocks in ranking experiments.
Test rang Friedmana stanowi szczególny przypadek testu Durbina. Jeżeli badacz dysponuje kompletnym zestawem danych, to wynik obu testów jest identyczny. Natomiast jeżeli badacz nie dysponuje pełnym zestawem danych to nie jest możliwe wykonanie testu rang Friedmana, ale można obliczyć test Durbina, co stanowi jego przewagę nad testem Friedmana.